# Iban Mayo
Iban Mayo Diez (19 de agosto de 1977, Yurre, Biscaia) é um ex-ciclista profissional espanhol.
 Seus sucessos foram ofuscados por doping.
Reconhecido como um escalador, Mayo se tornou profissional com a Euskaltel-Euskadi em 2000, sendo visto como um dos maiores talentos do País Basco. Ele ficou na Euskaltel-Euskadi entre 2000-2006. Seu maior resultado veio na Volta da França de 2003, quando ganhou a etapa que terminava no Alpe d'Huez. Terminou aquele Tour em sexto na classificação geral.
Em 2004 ele ganhou a Critérium du Dauphiné Libéré, considerada uma prova de preparação para o Tour de France, na qual bateu Lance Armstrong por 2 minutos em um contra-relógio no Mont Ventoux, quebrando o recorde de tempo na subida. Mayo era visto como um perigoso candidato para a classificação geral do Tour de France daquele ano, mas acabou sendo uma dece(p)ção. Depois de perder tempo devido a uma queda, ele perdeu mais tempo nos Pirenéus, devido a lesões e mononucleose. Ele abandonou a prova na 15.ª etapa.
Depois de um 2005 sem brilho, em 2006 ele retornou à Dauphiné Libéré, conquistando uma vitória de etapa e sendo o 2º colocado em outra. Ele era visto como um candidato ao título do Tour de France 2006, mas abandonou a corrida na 11ª etapa.
Em 2007, Mayo correu pela equipe Saunier Duval-Prodir, ganhando sua primeira etapa do Giro d'Italia. Em 30 de julho de 2007, a UCI confirmou que ele havia falhado um teste anti-doping para EPO durante a Volta da França, que havia terminado em 16º. Em 22 de outubro, a Federação Espanhola inocentou Mayo, após um segundo teste dar negativo. O presidente da UCI, Pat McQuaid esteve perto de inocentar Mayo, mas preferiu aguardar novos exames. Em 19 de dezembro, um laboratório francês confirmou o teste positivo. Em 2008, o Tribunal Arbitral do Desporto confirmou a suspensão de dois anos para Mayo, que terminou em 31 de julho de 2009.